# Современное пятиборье на летних Олимпийских играх 2012
Соревнования по современному пятиборью на летних Олимпийских играх 2012 года прошли 11 и 12 августа. 
Разыгрывались два комплекта медалей — в личных соревнованиях мужчин и женщин.
Город: Лондон,  Великобритания
Дата проведения: 11-12 августа 2012 года.
Участники: 36 мужчин и 36 женщин из 26 стран.
Самый молодой участник
- мужчины: Бустос Родригес  Чили (19 лет, 225 дней)

- женщины: Тамара Вега  Мексика (19 лет, 151 день)

Самый старейший участник
- мужчины: Сабирхузин Рустем  Казахстан (34 лет, 227 дней)

- женщины: Елена Рублевская  Латвия (36 лет, 143 дня)

## Медали

### Общий зачёт
(Жирным выделено самое большое количество медалей в своей категории; принимающая страна также выделена)
| Общее количество медалей |                |        |         |        |       |
| Место                    | Страна         | Золото | Серебро | Бронза | Всего |
| 1                        | Чехия          | 1      | 0       | 0      | 1     |
| 1                        | Литва          | 1      | 0       | 0      | 1     |
| 3                        | Китай          | 0      | 1       | 0      | 1     |
| 3                        | Великобритания | 0      | 1       | 0      | 1     |
| 5                        | Венгрия        | 0      | 0       | 1      | 1     |
| 5                        | Бразилия       | 0      | 0       | 1      | 1     |

### Медалисты
| Дисциплина | Золото                   | Серебро                       | Бронза              |
| Мужчины    | Давид Свобода Чехия      | Цао Чжунжун Китай             | Адам Мароши Венгрия |
| Женщины    | Лаура Асадаускайте Литва | Саманта Маррей Великобритания | Яне Маркес Бразилия |

## Спортивные объекты
| Фехтование        | Плавание                  | Конный спорт и «комбайн»                      |
| Коппер Бокс       | Центр водных видов спорта | Гринвичский парк                              |
| ----------------- | ------------------------- | --------------------------------------------- |
|                   |                           | Луг перед Квинс-хаус, где прошли соревнования |
| Вместимость: 7000 | Вместимость: 17 500       | Вместимость: 6000                             |